# Myrboklokrypare
Myrboklokrypare (Chernes vicinus) är en spindeldjursart som först beskrevs av Beier 1932.  Myrboklokrypare ingår i släktet Chernes och familjen blindklokrypare. Enligt den svenska rödlistan är arten otillräckligt studerad i Sverige. Arten förekommer i Götaland. Artens livsmiljö är jordbrukslandskap. Inga underarter finns listade i Catalogue of Life.